# Cornelia Sulla
Cornelia Sulla (geboren rond 109 v.Chr.) was de enige Romeinse vrouw die in de bronnen van de Romeinse Republiek vermeld werd. Zij was de oudste dochter van de dictator Lucius Cornelius Sulla en diens eerste vrouw, Julia.
Cornelia werd opgeleid door Sulla's tweede vrouw, een zekere Aelia, een voorname dame met een goede reputatie. Aelia was een liefhebbende en toegewijde stiefmoeder voor zowel Cornelia als haar jongere broer Lucius Cornelius (die al jong stierf). Kort na de dood van zijn zoon scheidde Sulla van Aelia om de aristocratische, steenrijke weduwe Caecilia Metella Dalmatica te huwen.
Rond 88 v.Chr. huwde Cornelia Quintus Pompeius Rufus minor, de zoon van Sulla's consulaire collega Quintus Pompeius Rufus maior. Het huwelijk bracht twee kinderen voort: Pompeia Sulla (deze werd de tweede vrouw van Gaius Julius Caesar) en Pompeius Rufus minor. Rufus werd gedood tijdens de rellen op het Forum Romanum, nog geen drie jaar na hun huwelijk, waarna Cornelia als weduwe achterbleef met twee kleine kinderen. Zij hertrouwde met Mamercus Aemilius Lepidus, de princeps senatus, een geëerbiedigd figuur in de hogere kringen en een trouwe bondgenoot van haar vader.
De rivaliteit tussen Sulla en zijn vroegere mentor Gaius Marius had grote gevolgen. In 86 v.Chr. werd Sulla, terwijl hij in Klein-Azië een oorlog voerde tegen Mithridates V van Pontus, van zijn imperium ontdaan door Marius en zijn collega's, en gedwongen in ballingschap te gaan. Cornelia en haar nieuwe echtgenoot troffen snel maatregelen ter bescherming van Sulla's landgoederen uit wraak voor de schijnprocessen en de proscripties tijdens Marius' zevende termijn als consul. Daarna voegde zij zich bij haar vader in ballingschap en was snel terug in Rome om zich bij hem te voegen na zijn zegevierende terugkeer in Rome als dictator. Gedurende korte tijd na de dood van zijn derde vrouw diende Cornelia als zijn officiële gastvrouw, tot Sulla voor de vierde en laatste maal in het huwelijk trad, met Valeria Messala rond 80 v.Chr. Na Sulla's dood in 78 v.Chr. was ze een van de meest geëerbiedigde matronae van Rome. Het precieze jaar van haar dood is onbekend.